# World Museum Liverpool

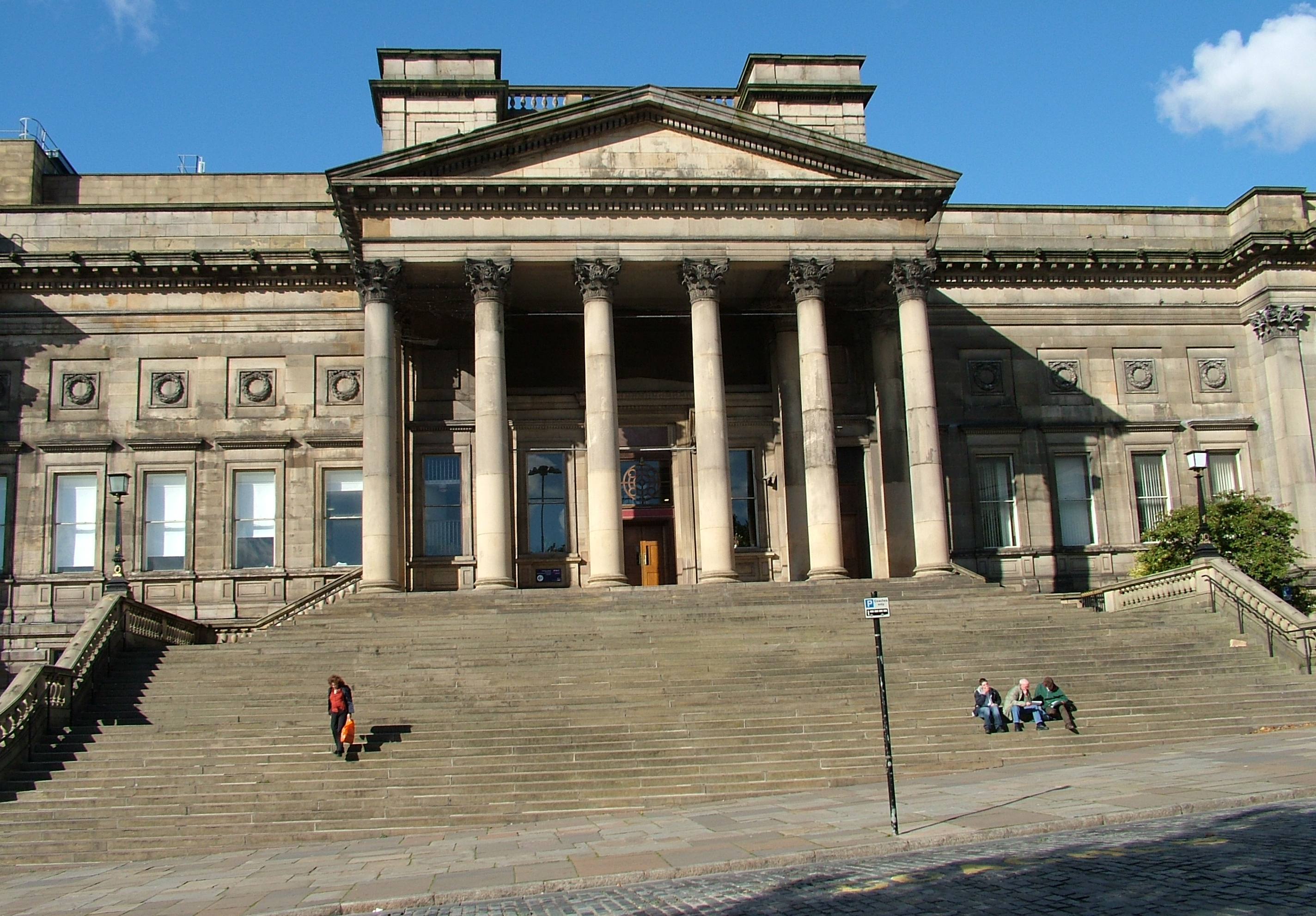
Eingang zum World Museum Liverpool

Das World Museum Liverpool ist ein großes Museum in Liverpool, England, das umfangreiche archäologische, ethnologische, naturgeschichtliche und physikalische Sammlungen beherbergt. Besondere Attraktionen sind das Natural History Centre und das Planetarium. Sowohl für das Museum als auch das Planetarium ist der Eintritt frei.
In jüngster Zeit wurde mit umfangreichen Sanierungsmaßnahmen die Größe der Ausstellungsräume verdoppelt und mehr Ausstellungen wurden für die Zuschauer zugänglich gemacht. Größere neue Galerien beherbergen die World Cultures (Kulturen der Welt), das Bug House (Insektenhaus) und das Weston Discovery Centre.  
Das Museum ist ein Teil der National Museums Liverpool.

## Geschichte
1851 wurde in der Duke Street das Derby Museum eröffnet, wo in zwei Räumen die private naturgeschichtliche Sammlung von Edward Smith Stanley, 13. Earl of Derby, untergebracht wurde. Mit der Zeit erwies sich das Museum als äußerst populär, so dass als Ersatz die Errichtung eines neuen zweckgebundenen Gebäudes erforderlich wurde.
Ein Grundstück für das neue Gebäude in der Shaw’s Brow gegenüber der St. George’s Hall wurde von William Brown, einem örtlichen Parlamentsmitglied und Kaufmann zur Verfügung gestellt. Da Brown auch den größten Teil der Baukosten übernahm, wurde das Gebäude, in dem sich das Museum befindet, William Brown Library and Museum genannt. Shaw’s Brow wurde in William Brown Street umbenannt. Rund 400.000 Menschen nahmen an der Eröffnung des neuen Gebäudes im Jahre 1860 teil.
Da im späten 19. Jahrhundert die Kapazität des Museumsgebäudes für die Ausstellungsstücke nicht mehr ausreichte, wurde ein Wettbewerb für eine Erweiterung ausgeschrieben. Dieser Wettbewerb wurde von William Mountford gewonnen, und 1901 wurde die College of Technology and Museum Extension eröffnet.
Liverpool, einer der wichtigsten Häfen des Vereinigten Königreichs, wurde durch die deutschen Luftangriffe im Mai 1941 schwer zerstört. Ein Großteil der Museumssammlungen konnte zwar durch Aufbewahrung an weniger gefährdeten Orten gerettet werden, das Museumsgebäude selbst wurde jedoch durch die deutschen Brandbomben schwer beschädigt. Teile des Museums wurde fünfzehn Jahre später wiedereröffnet.
Anfang der 2000er Jahre wurde das Museum erneut erweitert. Nach dem Neubau einer zentralen Eingangshalle und eines sechsstöckigen Atriums wurde es im April 2005 wiedereröffnet und das ehemals als Liverpool Museum bekannte Museum in World Museum Liverpool umbenannt.
2024 betrug die Besucherzahl etwa 556.000 Personen.

## Abteilungen

### Ägyptologie
Die ägyptologische Sammlung enthält ca. 15.000 Objekte aus Ägypten und dem Sudan und ist die wichtigste Einzelkomponente der Altertumsabteilung. Das chronologische Spektrum der Sammlungen reicht von der Vorgeschichte bis zur islamischen Periode. Die größten Kollektionen stammen aus Abydos, Amarna, Beni Hasan, Esna und Meroe.
Über 5000 ägyptische Exponate erhielt das Museum 1867 von Joseph Mayer (1803–1886), einem Goldschmied und Antiquitätenhändler, der die Sammlungen von Joseph Sams aus Darlington, Lord Valentia, Bram Hertz und Reverend Henry Stobart erwarb.  Mayer stellte seine Kollektionen in einem eigenen ägyptischen Museum in Liverpool aus, um Bürgern, die nicht der Lage waren, das British Museum in London zu besuchen, eine Vorstellung von den Errungenschaften der ägyptischen Zivilisation zu geben.
Auf Grund dieser umfangreichen Spende vermachten auch andere Personen dem Museum ihr ägyptisches Material. Im ausgehenden 19. Jahrhundert besaß das Liverpool Museum eine umfangreiche Sammlung an ägyptischen Altertümern, die von der Journalistin und Ägyptologin Amelia Edwards als zweitwichtigste ägyptologische Sammlung nach der des British Museum bezeichnet wurde.
Während des Liverpool Blitz im Mai 1941 wurde das Museum von einer Bombe getroffen, wobei viele ägyptische Artefakte zerstört wurden. Erst 1976 wurde wieder eine permanente ägyptologische Abteilung eröffnet. 1947 und 1949 erhielt das Museum neues Ausgrabungsmaterial, das von John Garstang in Meroe zusammengetragen wurde. Dank der Unterstützung der Liverpool University kam 1955 Material aus Grabungen in Beni Hasan und Abydos hinzu. 1956 wurde fast das gesamte nicht-britische Material des Norwich Castle Museum aufgekauft. 1973 wurde die Sammlung durch den Erwerb eines Teils der Kollektion von Sir Henry Wellcome vergrößert. 1976 vermachte Oberst J. R. Danson dem Museum Artefakte, die aus Garstangs Grabungen in Amarna und Abydos stammen. Im August 2008 wurde eine neue ägyptische Galerie eröffnet, die für £600.000 errichtet wurde.

### Ethnologie
Die ethnologische Sammlung des World Museum Liverpool gehört zu den sechs größten in England. Sie beherbergen eine afrikanische, eine amerikanische, eine ozeanische und eine asiatische Abteilung mit interaktiven Darstellungen.

### Naturgeschichte
Diese Abteilung präsentiert lebendige Insektenkolonien sowie historische zoologische und botanische Sammlungen. Bereits auf seinem Landsitz in Knowsley Hall sammelte der 13. Earl of Derby Tierpräparate, die ab 1851 im Derby Museum zu sehen waren. Zu den Ausstellungsobjekten gehören eines der weltweit 75 erhalten gebliebenen Riesenalk-Eier sowie Präparate von seltenen oder heute ausgestorbenen Arten, darunter die Liverpool-Taube, der Dodo, der Beutelwolf, der Falklandfuchs, die Langschwanz-Hüpfmaus, der Dünnschnabelnestor, das Lord-Howe-Purpurhuhn und der Südinsel-Piopio.
Die naturhistorischen Sammlungen wurde seitdem ständig vergrößert und bestehen aus rund 20.000 Exponaten. Sie enthalten bedeutende Herbarien, die über 200 Jahre alt sind und den größten Teil der in Großbritannien und Irland heimischen Flora repräsentieren. Diese Sammlungen werden im preisgekrönten Clore Natural History Centre aufbewahrt.

### Geologie
In der geologischen Abteilung des World Museum Liverpool werden über 40.000 Fossilien sowie umfangreiche Gesteins- und Mineraliensammlungen ausgestellt. Jedes dieser Exponate zeigt Informationen über Entstehung, Struktur und Geschichte des Planeten Erde.
Gegründet wurde diese Abteilung im Jahre 1858. Während des Zweiten Weltkriegs wurde jedoch ein großer Teil der ursprünglichen Sammlung zerstört. Durch Ankäufe von Sammlungen mehrerer bedeutender Museen sowie von Universitätssammlungen konnte die Abteilung nach dem Krieg wieder aufgebaut werden. Rund 6.000 fossile Exponate spendete die University of Liverpool.

### Raum und Zeit
Die Physik-Abteilung des World Museum Liverpool wurde nach dem verheerenden Brand im Jahre 1941 wieder aufgebaut. Durch die Übertragung der Sammlungen aus dem Decorative Arts Department, dem Regional History Department, der Walker Art Gallery und dem Prescot Museum wurde die Abteilung vergrößert. Die bedeutendsten Sammlungen wurden von der Liverpool Royal Institution, dem Bidston Observatory, dem Proudman Institute of Oceanographic Sciences sowie der Physik-Abteilung der University of Liverpool erworben. Einige in dieser Abteilung gezeigte Exponate sind einmalige Elemente, die während des DELPHI-Experiments im Large Electron-Positron Collider in der Großforschungseinrichtung CERN entstanden sind. Eine weitere Attraktion ist das Aequatorium, ein post-kopernikanisches Instrument zur mechanisch-geometrischen Bestimmung von Planeten-Positionen, das im frühen 17. Jahrhundert angefertigt wurde.

### Planetarium
Das Planetarium wurde im Jahre 1970 eröffnet und verfügt über 62 Sitzplätze. Es zieht jährlich rund 45.000 Besucher an und zeigt die verschiedenen Aspekte der Weltraumforschung, einschließlich des Sonnensystems. Daneben werden besondere Kindershows angeboten.
Koordinaten: 53° 24′ 36″ N, 2° 58′ 53″ W